# سارا رت‌نر
سارا رت‌نر (زادهٔ ۹ ژوئن ۱۹۰۳ – درگذشته در ۲۸ ژوئیه ۱۹۹۹) زیست‌شیمی‌دان اهل ایالات متحده آمریکا بود. پژوهش‌های او دربارهٔ سوخت‌وساز نیتروژن به درک بهتر اختلالات انسانی در سنتز اوره منجر شد. در سال ۱۹۶۱، رت‌نر نشان گاروان–اولین از انجمن شیمی آمریکا را دریافت کرد و در سال ۱۹۷۴ به فرهنگستان ملی علوم انتخاب شد.

## زندگی اولیه
پدر و مادر رت‌نر مهاجرانی یهودی‌تبار از کشور روسیه بودند که در اواخر دههٔ ۱۹۰۰ به ایالات متحده آمدند. پدرش، آرون رت‌نر، مالک یک کسب‌وکار تولیدی بود. سارا همراه با برادر دوقلویش در تاریخ ۹ ژوئن ۱۹۰۳ در شهر نیویورک به دنیا آمد. او کوچک‌ترین فرزند و تنها دختر در میان پنج فرزند خانواده بود. پدرش همان آموزش تحصیلی‌ای را که برای پسرانش فراهم کرده بود، در اختیار او نیز قرار داد، اما سارا تنها عضو خانواده بود که مسیر دانشگاهی را دنبال کرد.

## حرفه
رت‌نر در سال ۱۹۲۰ با دریافت بورسیه وارد دانشگاه کرنل شد و رشتهٔ شیمی را برای ادامه تحصیل خود انتخاب کرد. او که تنها زن در بیشتر کلاس‌هایش بود و از شخصیتی خجالتی برخوردار بود، در به‌اشتراک‌گذاری تجربه‌ها و ایده‌هایش با هم‌کلاسی‌ها دچار دشواری بود. پس از فارغ‌التحصیلی در سال ۱۹۲۴، در آزمایشگاه اطفال بیمارستان کالج لانگ آیلند در شهر نیویورک استخدام شد.
در دوران تحصیلات تکمیلی، رت‌نر به سمت زیست شیمی گرایش پیدا کرد؛ حوزه‌ای که در اوایل دههٔ ۱۹۳۰ عمدتاً با فیزیولوژی و شیمی آلی سر و کار داشت. او به‌عنوان دانشجوی دکتری زیر نظر هانس تاچر کلارک در بخش زیست‌شناسی کالج پزشکان و جراحان دانشگاه کلمبیا پذیرفته شد. شرط پذیرش در آن زمان تنها «گذران یک مصاحبه با اچ.تی. کلارک بود که در پایان آن، نتیجهٔ پذیرش بلافاصله اعلام می‌شد.» در سال ۱۹۳۲، در همکاری با سی.ای. وی‌مولر، پژوهشی دربارهٔ «سوخت‌وساز اسید-باز در کودک سالمی با رژیم غذایی حاوی چربی افزایشی» منتشر کرد. آن‌ها در این مقاله اشاره کردند که «هفده روش تحلیلی متفاوت برای تعیین گسترهٔ وسیعی از پارامترها در سرم خون و مدفوع به کار گرفته شد.»
پس از دریافت مدرک دکتری، رت‌نر به‌دلیل جنسیت خود در یافتن موقعیت پژوهشی با دشواری روبه‌رو شد. سرانجام رودلف شوئنهایمر از کالج پزشکان و جراحان او را برای بررسی فرایندهای سوخت‌وسازی ترکیبات نیتروژن استخدام کرد. از سال ۱۹۳۷ تا ۱۹۳۹، رت‌نر تحت بورسیهٔ پژوهشی بنیاد جوزایا میسی مشغول به کار بود و از سال ۱۹۳۹ تا ۱۹۴۶ به‌عنوان آموزگار و سپس استادیار در دانشگاه کلمبیا مشغول به کار شد.
در پی همکاری‌اش با دیوید ای. گرین در سال ۱۹۴۲ دربارهٔ اکسیدازهای اسید آمینه و هیدروکسی اسید و بررسی شکلی پپتیدی از پارا-آمینوبنزوئیک اسید، علاقهٔ او به جنبه‌های تازه‌ای از سوخت‌وساز نیتروژن پی برد. در سال ۱۹۴۶، رت‌نر به‌عنوان استادیار فارماکولوژی در دانشکده پزشکی دانشگاه نیویورک منصوب شد. سال بعد، کتابی دربارهٔ سازوکار تشکیل آرژینین از سیترولین منتشر کرد؛ موضوعی که در چهار دههٔ آینده محور مطالعاتش بود. او در سال ۱۹۷۴ به عضویت فرهنگستان هنر و علوم آمریکا برگزیده شد.
رت‌نر در میانهٔ دههٔ ۱۹۵۰ به جمع اعضای بخش زیست‌شناسی مؤسسه پژوهش سلامت عمومی نیویورک پیوست. او در سال ۱۹۹۲ و در سن ۸۹ سالگی بازنشسته شد و در سال ۱۹۹۹ درگذشت.